# 1014
- Expedició normanda a Galícia.
- A l'Imperi Chola es vota els representants amb una papereta dins d'una urna per primer cop. [cal citació]
- Assaig de vacuna a la Xina [cal citació]
- Diccionari xinès en 1.000 volums [cal citació]